# Martin Malone
Pour les articles homonymes, voir Malone.
Martin Malone est un acteur, réalisateur, scénariste, producteur et monteur britannique né le 22 avril 1962 à Londres (Royaume-Uni).

## Filmographie

### comme acteur
- 1985 : EastEnders (série TV) : Mike
- 1996 : Karaoke (feuilleton TV) : Second Occupant
- 1997 : The Wake : Jimmy Nolan
- 1998 : Seizures : Murray "The Mangler" Simkins
- 1999 : Distant Shadow : Gang member
- 2000 : 24 Hours in London : Officer Stevens

### comme réalisateur
- 2005 : Acid Rain

### comme scénariste
- 2005 : Acid Rain

### comme producteur
- 2005 : Acid Rain

### comme monteur
- 2005 : Acid Rain